# Perissomastix topaz
Perissomastix topaz är en fjärilsart som beskrevs av László Anthony Gozmány. Perissomastix topaz ingår i släktet Perissomastix och familjen äkta malar. Inga underarter finns listade i Catalogue of Life.